# Wolhynisches Fieber
Das Wolhynische Fieber oder Fünftagefieber (lateinisch febris quintana seu wolhynica), auch Schützengrabenfieber (englisch trench fever), Wolhynienfieber oder Werner-His-Krankheit genannt, ist eine durch das Bakterium Bartonella quintana ausgelöste Infektionskrankheit. Es wird von Mensch zu Mensch durch Kleiderläuse (Pediculus humanus corporis) und möglicherweise auch durch Kopfläuse übertragen.

## Geschichte
Bartonella quintana (früher Rickettsia quintana), der dem Fleckfiebererreger ähnliche Erreger des Fünftagefiebers (korrekter gemäß Sticker: Wolhynisches Fünfttagefieber), rief während des Ersten Weltkrieges große Epidemien unter den alliierten Soldaten der Westfront hervor, weswegen die Krankheit die Bezeichnung „Schützengrabenfieber“ erhielt. Die heutige, geläufigere Bezeichnung lautet „Wolhynisches Fieber“ (nach der ukrainischen Landschaft Wolhynien, wo die Krankheit das erste Mal auf Seiten der Mittelmächte in Erscheinung trat). Der Name Werner-His-Krankheit ehrt den Tropenmediziner und Hygieniker Heinrich Werner und den damals in deutschen Diensten stehenden Schweizer Internisten Wilhelm His, die die Krankheit bei Soldaten im Stellungskrieg des Ersten Weltkrieges maßgeblich erforschten.
Bereits bei Napoleons Russlandfeldzug 1812 erlagen dem Fieber viele Soldaten seines Heeres.

## Verlauf
Die Inkubationszeit beträgt 10–30 Tage. Die Erkrankung zeichnet sich durch plötzlich einsetzende Kopfschmerzen, eine aseptische Meningitis, persistierendes Fieber mit periodischen Fieberschüben sowie andere unspezifische Symptome wie neuralgisch-rheumatische Gelenk- und Beinschmerzen (insbesondere Schienbeinschmerz, im Volksmund ausgedrückt mit dem Krankheitsnamen Schienbeinkrankheit), Bindehautentzündung und Milzschmerz aus. 
Heutzutage spielt der Erreger B. quintana eine Rolle bei HIV-Infizierten. B. quintana konnte als Erreger der Bazillären Angiomatose nachgewiesen werden. Diese Erkrankung präsentiert sich klinisch als einzeln oder multipel auftretende, kutane oder subkutane Läsionen mit derbem rötlich-lividem Aussehen, die dem Kaposi-Sarkom morphologisch ähneln können.

## Behandlung
Die Behandlung erfolgt mit Gentamicin und Doxycyclin oder mit Makrolid-Antibiotika wie Erythromycin und Azithromycin.